# USS Barton (DD-599)
USS Barton (DD-599) – niszczyciel typu Benson. Został odznaczony czterema battle star za służbę w czasie II wojny światowej.
W czasie II wojny światowej głównie na azjatyckim teatrze wojennym. Brał udział w bitwie koło wysp Santa Cruz. Zatopiony podczas pierwszej bitwy pod Guadalcanalem.